# Smučarski teki na Zimskih olimpijskih igrah 2010
Smučarski teki na Zimskih olimpijskih igrah 2010.

## Dobitniki medalj

### Moški
| Tekma                          | Zlato                                                                           | Srebro                                                                                 | Bron                                                           |
| 15 km prosto podrobnosti       | Dario Cologna                                                                   | Pietro Piller Cottrer                                                                  | Lukáš Bauer                                                    |
| 30 km zasledovalna podrobnosti | Marcus Hellner                                                                  | Tobias Angerer                                                                         | Johan Olsson                                                   |
| 50 km klasično podrobnosti     | Petter Northug                                                                  | Axel Teichmann                                                                         | Johan Olsson                                                   |
| 4X10 km štafeta podrobnosti    | Švedska · Daniel Rickardsson · Johan Olsson · Anders Södergren · Marcus Hellner | Norveška · Martin Johnsrud Sundby · Odd-Bjørn Hjelmeset · Lars Berger · Petter Northug | Češka · Martin Jakš · Lukáš Bauer · Jiří Magál · Martin Koukal |
| Šprint podrobnosti             | Nikita Krijukov                                                                 | Aleksander Panžinski                                                                   | Petter Northug                                                 |
| Ekipni šprint podrobnosti      | Norveška · Øystein Pettersen · Petter Northug                                   | Nemčija · Tim Tscharnke · Axel Teichmann                                               | Rusija · Nikolaj Morilov · Aleksej Petuhov                     |

### Ženske
| Tekma                          | Zlato                                                                                 | Srebro                                                                              | Bron                                                                                 |
| 10 km prosto podrobnosti       | Charlotte Kalla                                                                       | Kristina Šmigun-Vähi                                                                | Marit Bjørgen                                                                        |
| 15 km zasledovalna podrobnosti | Marit Bjørgen                                                                         | Anna Haag                                                                           | Justyna Kowalczyk                                                                    |
| 30 km klasično podrobnosti     | Justyna Kowalczyk                                                                     | Marit Bjørgen                                                                       | Aino-Kaisa Saarinen                                                                  |
| 4X5 km štafeta podrobnosti     | Norveška · Vibeke Skofterud · Therese Johaug · Kristin Størmer Steira · Marit Bjørgen | Nemčija · Katrin Zeller · Evi Sachenbacher-Stehle · Miriam Gössner · Claudia Nystad | Finska · Pirjo Muranen · Virpi Kuitunen · Riitta-Liisa Roponen · Aino-Kaisa Saarinen |
| Šprint podrobnosti             | Marit Bjørgen                                                                         | Justyna Kowalczyk                                                                   | Petra Majdič                                                                         |
| Ekipni šprint podrobnosti      | Nemčija · Evi Sachenbacher-Stehle · Claudia Nystad                                    | Švedska · Charlotte Kalla · Anna Haag                                               | Rusija · Irina Hazova · Natalija Korosteljova                                        |

## Nastopajoči
| - Alžirija (1) - Andora (1) - Argentina (1) - Armenija (2) - Avstralija (3) - Avstrija (5) - Belorusija (6) - Belgija (2) - Bermudi (1) - Bosna in Hercegovina (2) - Brazilija (2) - Bolgarija (3) - Kanada (11) - Ljudska republika Kitajska (3) - Hrvaška (2) - Češka (9) - Danska (2) - Estonija (14) - Etiopija (1) - Finska (20) | - Francija (16) - Združeno kraljestvo (3) - Nemčija (18) - Grčija (3) - Madžarska (2) - Islandija (1) - Indija (1) - Iran (1) - Irska (1) - Izrael (1) - Italija (20) - Japonska (8) - Kazahstan (10) - Kirgizistan (1) - Južna Koreja (2) - Latvija (2) - Lihtenštajn (1) - Litva (4) - Severna Makedonija (3) | - Moldavija (2) - Mongolija (2) - Nepal (1) - Norveška (20) - Nova Zelandija (3) - Peru (1) - Poljska (7) - Portugalska (1) - Romunija (3) - Rusija (20) - Srbija (2) - Slovaška (5) - Slovenija (5) - Južna Afrika (1) - Španija (3) - Švedska (20) - Švica (12) - Turčija (3) - Ukrajina (4) - ZDA (11) |